# Eleições presidenciais portuguesas de 2001 no distrito de Portalegre
| Eleições presidenciais portuguesas de 2001 Distritos: Aveiro \| Beja \| Braga \| Bragança \| Castelo Branco \| Coimbra \| Évora \| Faro \| Guarda \| Leiria \| Lisboa \| Portalegre \| Porto \| Santarém \| Setúbal \| Viana do Castelo \| Vila Real \| Viseu \| Açores \| Madeira \| Estrangeiro |

## Resultados por Concelho
Os resultados nos concelhos do Distrito de Portalegre foram os seguintes:

### Alter do Chão
| Candidato               | Candidato                  | Votos | %               |
| ----------------------- | -------------------------- | ----- | --------------- |
|                         | Jorge Sampaio              | 1 111 | 59,16 / 100,00  |
|                         | Joaquim Ferreira do Amaral | 486   | 25,88 / 100,00  |
|                         | António Abreu              | 207   | 11,02 / 100,00  |
|                         | Fernando Rosas             | 48    | 2,56 / 100,00   |
|                         | António Garcia Pereira     | 26    | 1,38 / 100,00   |
| Votos Inválidos         | Votos Inválidos            | 37    | 1,93 / 100,00   |
| Total                   | Total                      | 1 915 | 100,00 / 100,00 |
| Eleitorado/Participação | Eleitorado/Participação    | 3 578 | 53,52 / 100,00  |

### Arronches
| Candidato               | Candidato                  | Votos | %               |
| ----------------------- | -------------------------- | ----- | --------------- |
|                         | Jorge Sampaio              | 927   | 63,41 / 100,00  |
|                         | Joaquim Ferreira do Amaral | 351   | 24,01 / 100,00  |
|                         | António Abreu              | 130   | 8,89 / 100,00   |
|                         | Fernando Rosas             | 39    | 2,67 / 100,00   |
|                         | António Garcia Pereira     | 15    | 1,03 / 100,00   |
| Votos Inválidos         | Votos Inválidos            | 35    | 2,33 / 100,00   |
| Total                   | Total                      | 1 497 | 100,00 / 100,00 |
| Eleitorado/Participação | Eleitorado/Participação    | 3 075 | 48,68 / 100,00  |

### Avis
| Candidato               | Candidato                  | Votos | %               |
| ----------------------- | -------------------------- | ----- | --------------- |
|                         | Jorge Sampaio              | 1 198 | 46,25 / 100,00  |
|                         | António Abreu              | 894   | 34,52 / 100,00  |
|                         | Joaquim Ferreira do Amaral | 417   | 16,10 / 100,00  |
|                         | Fernando Rosas             | 57    | 2,20 / 100,00   |
|                         | António Garcia Pereira     | 24    | 0,93 / 100,00   |
| Votos Inválidos         | Votos Inválidos            | 73    | 2,74 / 100,00   |
| Total                   | Total                      | 2 663 | 100,00 / 100,00 |
| Eleitorado/Participação | Eleitorado/Participação    | 4 392 | 60,63 / 100,00  |

### Campo Maior
| Candidato               | Candidato                  | Votos | %               |
| ----------------------- | -------------------------- | ----- | --------------- |
|                         | Jorge Sampaio              | 2 284 | 68,04 / 100,00  |
|                         | António Abreu              | 532   | 15,85 / 100,00  |
|                         | Joaquim Ferreira do Amaral | 439   | 13,08 / 100,00  |
|                         | Fernando Rosas             | 74    | 2,20 / 100,00   |
|                         | António Garcia Pereira     | 28    | 0,83 / 100,00   |
| Votos Inválidos         | Votos Inválidos            | 90    | 2,62 / 100,00   |
| Total                   | Total                      | 3 447 | 100,00 / 100,00 |
| Eleitorado/Participação | Eleitorado/Participação    | 7 032 | 49,02 / 100,00  |

### Castelo de Vide
| Candidato               | Candidato                  | Votos | %               |
| ----------------------- | -------------------------- | ----- | --------------- |
|                         | Jorge Sampaio              | 1 114 | 65,30 / 100,00  |
|                         | Joaquim Ferreira do Amaral | 421   | 24,68 / 100,00  |
|                         | António Abreu              | 87    | 5,10 / 100,00   |
|                         | Fernando Rosas             | 56    | 3,28 / 100,00   |
|                         | António Garcia Pereira     | 28    | 1,64 / 100,00   |
| Votos Inválidos         | Votos Inválidos            | 64    | 3,62 / 100,00   |
| Total                   | Total                      | 1 770 | 100,00 / 100,00 |
| Eleitorado/Participação | Eleitorado/Participação    | 3 333 | 53,11 / 100,00  |

### Crato
| Candidato               | Candidato                  | Votos | %               |
| ----------------------- | -------------------------- | ----- | --------------- |
|                         | Jorge Sampaio              | 1 389 | 64,37 / 100,00  |
|                         | Joaquim Ferreira do Amaral | 432   | 20,02 / 100,00  |
|                         | António Abreu              | 255   | 11,82 / 100,00  |
|                         | Fernando Rosas             | 58    | 2,69 / 100,00   |
|                         | António Garcia Pereira     | 24    | 1,11 / 100,00   |
| Votos Inválidos         | Votos Inválidos            | 57    | 2,58 / 100,00   |
| Total                   | Total                      | 2 215 | 100,00 / 100,00 |
| Eleitorado/Participação | Eleitorado/Participação    | 3 950 | 56,08 / 100,00  |

### Elvas
| Candidato               | Candidato                  | Votos  | %               |
| ----------------------- | -------------------------- | ------ | --------------- |
|                         | Jorge Sampaio              | 6 082  | 69,04 / 100,00  |
|                         | Joaquim Ferreira do Amaral | 2 025  | 22,99 / 100,00  |
|                         | António Abreu              | 363    | 4,12 / 100,00   |
|                         | Fernando Rosas             | 243    | 2,76 / 100,00   |
|                         | António Garcia Pereira     | 96     | 1,09 / 100,00   |
| Votos Inválidos         | Votos Inválidos            | 204    | 2,26 / 100,00   |
| Total                   | Total                      | 9 013  | 100,00 / 100,00 |
| Eleitorado/Participação | Eleitorado/Participação    | 19 882 | 45,33 / 100,00  |

### Fronteira
| Candidato               | Candidato                  | Votos | %               |
| ----------------------- | -------------------------- | ----- | --------------- |
|                         | Jorge Sampaio              | 1 219 | 61,75 / 100,00  |
|                         | Joaquim Ferreira do Amaral | 522   | 26,44 / 100,00  |
|                         | António Abreu              | 144   | 7,29 / 100,00   |
|                         | Fernando Rosas             | 56    | 2,84 / 100,00   |
|                         | António Garcia Pereira     | 33    | 1,67 / 100,00   |
| Votos Inválidos         | Votos Inválidos            | 58    | 2,86 / 100,00   |
| Total                   | Total                      | 2 032 | 100,00 / 100,00 |
| Eleitorado/Participação | Eleitorado/Participação    | 3 487 | 58,27 / 100,00  |

### Gavião
| Candidato               | Candidato                  | Votos | %               |
| ----------------------- | -------------------------- | ----- | --------------- |
|                         | Jorge Sampaio              | 1 803 | 70,40 / 100,00  |
|                         | Joaquim Ferreira do Amaral | 496   | 19,37 / 100,00  |
|                         | António Abreu              | 168   | 6,56 / 100,00   |
|                         | Fernando Rosas             | 60    | 2,34 / 100,00   |
|                         | António Garcia Pereira     | 34    | 1,33 / 100,00   |
| Votos Inválidos         | Votos Inválidos            | 58    | 2,22 / 100,00   |
| Total                   | Total                      | 2 619 | 100,00 / 100,00 |
| Eleitorado/Participação | Eleitorado/Participação    | 4 796 | 54,61 / 100,00  |

### Marvão
| Candidato               | Candidato                  | Votos | %               |
| ----------------------- | -------------------------- | ----- | --------------- |
|                         | Jorge Sampaio              | 1 138 | 64,73 / 100,00  |
|                         | Joaquim Ferreira do Amaral | 504   | 28,67 / 100,00  |
|                         | Fernando Rosas             | 51    | 2,90 / 100,00   |
|                         | António Abreu              | 36    | 2,05 / 100,00   |
|                         | António Garcia Pereira     | 29    | 1,65 / 100,00   |
| Votos Inválidos         | Votos Inválidos            | 53    | 2,92 / 100,00   |
| Total                   | Total                      | 1 811 | 100,00 / 100,00 |
| Eleitorado/Participação | Eleitorado/Participação    | 3 762 | 48,14 / 100,00  |

### Monforte
| Candidato               | Candidato                  | Votos | %               |
| ----------------------- | -------------------------- | ----- | --------------- |
|                         | Jorge Sampaio              | 1 094 | 70,22 / 100,00  |
|                         | Joaquim Ferreira do Amaral | 299   | 19,19 / 100,00  |
|                         | António Abreu              | 109   | 7,00 / 100,00   |
|                         | Fernando Rosas             | 36    | 2,31 / 100,00   |
|                         | António Garcia Pereira     | 20    | 1,28 / 100,00   |
| Votos Inválidos         | Votos Inválidos            | 25    | 1,58 / 100,00   |
| Total                   | Total                      | 1 583 | 100,00 / 100,00 |
| Eleitorado/Participação | Eleitorado/Participação    | 3 029 | 52,26 / 100,00  |

### Nisa
| Candidato               | Candidato                  | Votos | %               |
| ----------------------- | -------------------------- | ----- | --------------- |
|                         | Jorge Sampaio              | 2 889 | 65,75 / 100,00  |
|                         | Joaquim Ferreira do Amaral | 1 079 | 24,56 / 100,00  |
|                         | António Abreu              | 268   | 6,10 / 100,00   |
|                         | Fernando Rosas             | 100   | 2,28 / 100,00   |
|                         | António Garcia Pereira     | 58    | 1,32 / 100,00   |
| Votos Inválidos         | Votos Inválidos            | 126   | 2,79 / 100,00   |
| Total                   | Total                      | 4 520 | 100,00 / 100,00 |
| Eleitorado/Participação | Eleitorado/Participação    | 8 110 | 55,73 / 100,00  |

### Ponte de Sôr
| Candidato               | Candidato                  | Votos  | %               |
| ----------------------- | -------------------------- | ------ | --------------- |
|                         | Jorge Sampaio              | 4 199  | 57,50 / 100,00  |
|                         | Joaquim Ferreira do Amaral | 1 560  | 21,36 / 100,00  |
|                         | António Abreu              | 1 231  | 16,86 / 100,00  |
|                         | Fernando Rosas             | 219    | 3,00 / 100,00   |
|                         | António Garcia Pereira     | 94     | 1,29 / 100,00   |
| Votos Inválidos         | Votos Inválidos            | 169    | 2,26 / 100,00   |
| Total                   | Total                      | 7 472  | 100,00 / 100,00 |
| Eleitorado/Participação | Eleitorado/Participação    | 15 609 | 47,87 / 100,00  |

### Portalegre
| Candidato               | Candidato                  | Votos  | %               |
| ----------------------- | -------------------------- | ------ | --------------- |
|                         | Jorge Sampaio              | 6 966  | 61,60 / 100,00  |
|                         | Joaquim Ferreira do Amaral | 3 472  | 30,57 / 100,00  |
|                         | António Abreu              | 485    | 4,27 / 100,00   |
|                         | Fernando Rosas             | 271    | 2,39 / 100,00   |
|                         | António Garcia Pereira     | 134    | 1,18 / 100,00   |
| Votos Inválidos         | Votos Inválidos            | 333    | 2,84 / 100,00   |
| Total                   | Total                      | 11 691 | 100,00 / 100,00 |
| Eleitorado/Participação | Eleitorado/Participação    | 22 469 | 52,03 / 100,00  |

### Sousel
| Candidato               | Candidato                  | Votos | %               |
| ----------------------- | -------------------------- | ----- | --------------- |
|                         | Jorge Sampaio              | 1 513 | 53,96 / 100,00  |
|                         | Joaquim Ferreira do Amaral | 808   | 28,82 / 100,00  |
|                         | António Abreu              | 362   | 12,91 / 100,00  |
|                         | Fernando Rosas             | 85    | 3,03 / 100,00   |
|                         | António Garcia Pereira     | 36    | 1,28 / 100,00   |
| Votos Inválidos         | Votos Inválidos            | 89    | 3,08 / 100,00   |
| Total                   | Total                      | 2 893 | 100,00 / 100,00 |
| Eleitorado/Participação | Eleitorado/Participação    | 5 105 | 56,67 / 100,00  |